# Pawel Alexejewitsch Kurotschkin

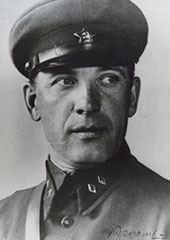
Pawel Alexejewitsch Kurotschkin

Pawel Alexejewitsch Kurotschkin (Павел Алексеевич Курочкин; * 6. Novemberjul. / 19. November 1900greg. in Gornewo bei Wjasma, Gouvernement Smolensk; † 28. Dezember 1989 in Moskau) war ein sowjetischer Armeegeneral.

## Leben
Kurotschkin stammte aus bäuerlichen Verhältnissen. Er arbeitete zunächst als Bäckergehilfe und später als Eisenbahnarbeiter. 1917 schloss er sich den Bolschewiki an und nahm am 25. Oktoberjul. / 7. November 1917greg. am Sturm auf den Winterpalast in Petrograd teil.

### Frühe Militärkarriere
Nach dem Eintritt in die Rote Armee kämpfte er im Russischen Bürgerkrieg, wo er eine Kavallerie-Schwadron befehligte. 1920 begann er eine erste militärische Ausbildung und absolvierte 1923 die Kavallerieakademie. Nach mehrjährigem Truppendienst wurde er an die Militärakademie „M.W. Frunse“ kommandiert, die er 1932 absolvierte.
In den 1930er Jahren diente er zunächst als Chef des Stabes eines Kavalleriekorps und befehligte ab 1936 eine Kavalleriedivision im Moskauer Militärbezirk. Ab Dezember 1937 bis Juni 1939 leitete er die Kavallerielehrabteilung. Anfang 1939 übernahm er das Kommando über die 31. Kavallerie-Division, war dann aber als Chef des Stabes des 2. Kavallerie-Korps mit der Ukrainischen Front an der Besetzung Ostpolens im September 1939 beteiligt.
Während des finnisch-sowjetischen Winterkriegs 1939/40 kommandierte er das 28. Schützenkorps und später die 1. Armeegruppe, aus der die 17. Armee gebildet wurde. Im Januar 1941 wurde Kurotschkin zum Oberbefehlshaber des Militärbezirks Transbaikal ernannt.

### Im Deutsch-Sowjetischen Krieg
Nach dem deutschen Überfall auf die Sowjetunion am 22. Juni 1941 wurde er nach Moskau zurückberufen. Am 5. Juli 1941 übernahm er bei der schwer bedrängten Westfront die Führung der 20. Armee. Dieser Armee waren zwei mechanisierte Korps zugeführt worden, welche auch mit den neuen Panzertypen T-34 und KW-1 ausgerüstet waren. Trotzdem endete der Gegenangriff auf Lepel mit der Niederlage in der Schlacht von Senno. Unter dem Druck musste die 20. Armee über den Dnjepr zurückweichen, gab Orscha am 16. Juli auf und zog sich nach Smolensk zurück. Bis 28. Juli war die 20. Armee in der Kesselschlacht bei Smolensk eingeschlossen worden. Kurotschkin entkam der Gefangenschaft und wurde am 8. August 1941 zum Kommandeur der aus der Reserve herangezogenen 43. Armee ernannt. Im August 1941 wurde er Oberbefehlshaber der Nordwestfront, die er bis Oktober 1942 und von Juni bis November 1943 führte. Während der Winterfeldzüge von 1943 und 1944 führte er, inzwischen am 27. August 1943 zum Generaloberst befördert, als stellvertretender Kommandeur der 1. Ukrainischen Front die vereinigten Streitkräfte der 13. und 60. Armee in der Schitomir-Berditschewer Operation und befreite Nowgorod-Wolinsk.
Zwischen Februar und April 1944 befehligte er die 2. Weißrussische Front und wurde dann Oberbefehlshaber der 60. Armee in der 1. Ukrainischen Front, die er bis zum Kriegsende führte. Im Juli 1944 führte er mit seinen Truppen im Rahmen der Lwiw-Sandomierz-Operation den zentralen Angriff südlich von Brody in Richtung Weichsel zur Befreiung der Städte Tarnopol, Lemberg und Przemyśl. Im Januar 1945 nahm er unter Marschall Iwan Konew an der Weichsel-Oder-Operation teil, befreite Krakau und erreichte die obere Oder im Raum Oppeln. Während der in der nördlichen Tschechoslowakei angesetzten Prager Operation (Mai 1945) befreiten seine Truppen Mährisch-Ostrau und brachen auf Olmütz durch. Für die Führung seiner Armee und für Mut und Entschlossenheit gegenüber dem Feind wurde ihm am 29. Juni 1945 der Titel Held der Sowjetunion verliehen.

### Nachkriegszeit
Nach dem Ende des Krieges leitete Kurotschkin bis Juli 1946 den Kubaner Militärbezirk und war anschließend Stellvertretender Oberbefehlshaber der sowjetischen Militäradministration in Deutschland und ab Mai 1947 stellvertretender Oberbefehlshaber der Streitkräfte im Fernen Osten.
Im Februar 1951 wurde Kurotschkin Stellvertretender Direktor der Militärakademie des Generalstabes der Streitkräfte der UdSSR „K.J. Woroschilow“ und im Mai 1954 Direktor der Militärakademie „M.W. Frunse“. 1959 wurde er zum Armeegeneral befördert und erhielt 1962 den Professoren-Titel. Von Mai 1968 bis September 1970 war er Vertreter des Vereinigten Oberkommandos des Warschauer Paktes in der DDR. Danach gehörte er zur Gruppe der Generalinspekteure beim Verteidigungsministerium der UdSSR.
Kurotschkin war seit 1920 Mitglied der KPdSU. Er nahm 1959 und 1961 als Delegierter am 21. und 22. Kongress der KPdSU teil. 1946 wurde er Mitglied des Obersten Sowjets. Er ist Inhaber verschiedener Auszeichnungen, u. a. vier Leninorden, der Orden der Oktoberrevolution, 4 Rotbannerorden und der Suworoworden I. Klasse.